# 림샷
림샷 (Rimshot)은 2010년까지 활동했던 대한민국의 힙합 그룹이다. 멤버는 대팔, Dialogue, The Z이며, 과거 한량사 소속이었으나 실제 활동은 시니즈 엔터테인먼트 소속으로 하였다.

## 역사
Rimshot의 결성은 2007년 초에 이루어졌다. 당시 모두 한량사 소속이었던 멤버들은, 개인적인 작업을 하고 있는 와중에 "한량사에 소속된 뮤지션끼리 ‘할께 뭐 없을까’ 라는 생각에서 출발"하여 팀을 결성하게 되었다 (결성 계기에 관해서 당시 CEO였던 DJ Skip은 '개개인의 앨범을 하나하나 내줄 돈이 없어 팀으로 묶어 데뷔하라고 한 것'이라고 말하기도 하였다) 이들이 처음 알려진 것은 2007년 3월 27일 DJ Skip의 시원한 라디오 방송을 통해서였으며, 이때 멤버는 대팔, Dialogue, The Z, Celma의 4인조로 밝혀졌었다. 이후 The Z는 인터뷰에서 Celma는 멤버가 아니라 다만 서로 도움을 많이 주던 사이였다고 밝혔다.
Rimshot은 2007년 초부터 본격적으로 앨범을 준비하였으나 한량사가 해체되면서 앨범을 내줄 곳이 없어졌고, 이에 따라 앨범은 무기한 보류가 되었다. 곧 시니즈 엔터테인먼트에서 새 둥지를 튼 이들은 새 회사의 시스템의 적응 기간을 거쳐 앨범 작업을 이어나갔고, 힙합플레이야 쇼 등에 출연하는 등의 공연과 Pe2ny 앨범 피쳐링 등의 외부 활동도 간간히 하였다. 그리고 2009년 5월 첫 앨범을 발표하였다.
앨범 활동이 마무리된 이후에는 오랫동안 활동을 쉬다가 2010년 4월 힙합플레이야 쇼 vol.35에 오랜만에 모습을 드러냈으며, 신곡을 공개하기도 하였다. 이어 5월, 새 싱글을 발표하였다. 이 앨범은 Dialogue의 군입대로 큰 활동을 하지 않았다. 이후 The Z와 대팔의 계약 기간이 만료되면서 둘은 시니즈 엔터테인먼트에서 나왔고 Dialogue만이 군복무 기간 문제로 시니즈 엔터테인먼트에 남았는데, 이에 따라 Rimshot의 활동은 사실상 정지되었으며, 이후 대팔은 2012년 한 인터뷰에서 한동안 Rimshot의 활동은 없을 것이라고 밝혔다.
대표곡: 〈청춘가〉, Can't Let You Go

## 디스코그래피
- 2009년 5월 12일 Spectrum Shot LP
- 2010년 5월 6일 After Love 싱글 앨범

## 스타일
Rimshot에서의 대팔의 스타일은 그가 과거에 보여주었던 스타일과 여러 면에서 다르다. 우선 그의 톤이 조금 더 높으며, 플로우도 단조로왔던 이전 플로우에서 벗어났고, 가사가 함축적이고 시적이던 표현에서 직설적이고 일상적인 단어를 사용하는 스타일로 변화하였다. 그는 이런 스타일의 변화의 계기를 '다른 색깔을 가지고 싶다는 욕구'와 '뮤지컬 래퍼스 파라다이스' 등을 꼽았다.
한편으로 The Z는 그가 이전에 보여주었던 로우파이한 색깔을 유지하면서, 디스코나 펑크 등의 흥겨운 음악을 주로 프로듀싱하였다. 첫 앨범 Spectrum Shot에서는 청춘가, Luv 4 Nite에서 한국 옛날 가요를 샘플하기도 하였다.
Rimshot의 첫 앨범 Spectrum Shot의 의미는 "여러 스펙트럼을 포괄하는 음악들을 담은 앨범"이라는 것으로, "시간의 혼재"를 주 테마로 다양한 장르의 음악을 기반으로 한 트랙들을 담고 있다. The Z는 인터뷰에서 "기본적으로 ‘안 해본 것들을 하자’라는 취지"에서 출발하여서 다양한 색깔이 나왔다고 말하였다.